# Brühler Kunstverein

Logo des Brühler Kunstvereins

Der Brühler Kunstverein e. V. ist eine gemeinnützige Vereinigung von Künstlern, Kunstfreunden und Kunstverständigen in Brühl. Zu seinen grundlegenden Aufgaben und Zielen gehört die Präsentation, Vermittlung und Förderung zeitgenössischer Kunst in ihren vielfältigen Erscheinungsformen. Dazu möchte der Brühler Kunstverein kunstinteressierte Bürger über die künstlerische Szene der Gegenwart informieren, die Auseinandersetzung mit der Kunst in der Geburtsstadt Max Ernsts vertiefen und damit zu einer Erweiterung des Kunstverständnisses beitragen.

## Geschichte

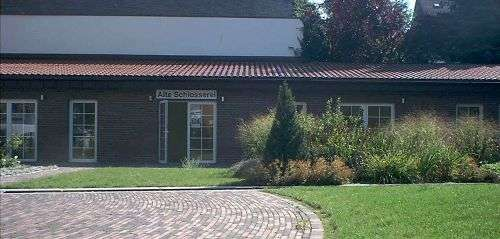
Alte Schlosserei (2005)

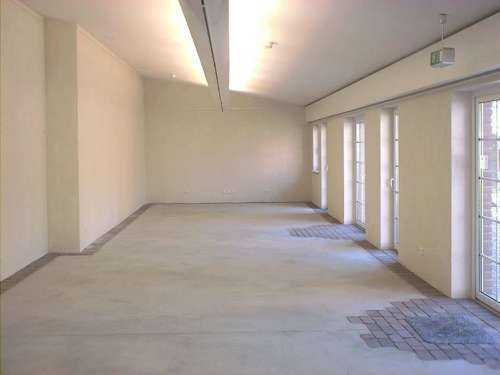
Alte Schlosserei, Innenraum (2005)

Die Vereinigung wurde 1972 als eingetragener Verein gegründet. Die Ausstellungsräume befanden sich damals in der sogenannten „Villa Minima“ in der Kempishofstraße. Anfang der 1990er Jahre musste die Ausstellungstätigkeit für einige Zeit unterbrochen werden, da dieses Haus restauriert wurde.
Nach Beendigung der Restaurierung zog das Museum für Alltagsgeschichte mit in die sanierten Räumlichkeiten. Ab 1996 konnten wieder Ausstellungen durchgeführt werden, mit Werken bekannter Künstler wie Felix Droese, Alfred Hrdlicka, Volker Saul, Gustav Kluge, Suse Wiegand, Martin Noël und Thomas Müller.
2002 hat der Verein eine neue Bleibe gefunden. Dank der Initiative des Marienhospitals Brühl steht ihm die wiederhergestellte Alte Schlosserei des Marienhospitals zur Verfügung. Dadurch konnte die Ausstellungstätigkeit intensiviert und zusätzliche Veranstaltungen durchgeführt werden. Der Brühler Kunstverein veranstaltet mehrere Ausstellungen im Jahr. Zu diesen Ausstellungen finden Gesprächs- und Diskussionsrunden unter Moderation einer Kunsthistorikerin oder eines Kunsthistorikers statt.
Der Brühler Kunstverein ist Mitglied in der Arbeitsgemeinschaft Deutscher Kunstvereine.